# Anything Is Possible
Anything Is Possible — третий студийный альбом американской певицы Дебби Гибсон, выпущенный 20 ноября 1990 года. Anything Is Possible не имел такого успеха, как два предыдущих альбома, достигнув #41 в США и #69 в Великобритании. В США альбому был присвоен золотой статус от RIAA.

## Список композиций
Все песни написаны Дебби Гибсон, за исключением 2, 3, 4 и 7 треков, которые написали совместно Дебби Гибсон и Ламонта Дозье.
1. «Another Brick Falls» (3:55)
2. «Anything Is Possible[англ.]» (3:44)
3. «Reverse Psychology» (4:25)
4. «One Step Ahead» (4:51)
5. «Stand Your Ground» (3:48)
6. «Deep Down» (4:52)
7. «It Must’ve Been My Boy» (4:19)
8. «Lead Them Home My Dreams» (5:32)
9. «One Hand, One Heart» (4:35)
10. «Sure» (4:17)
11. «Negative Energy» (3:40)
12. «Mood Swings» (3:52)
13. «Try» (4:07)
14. «In His Mind» (3:33)
15. «Where Have You Been?» (6:07)
16. «This So-Called Miracle» (7:28)